# Friedhof Wismar

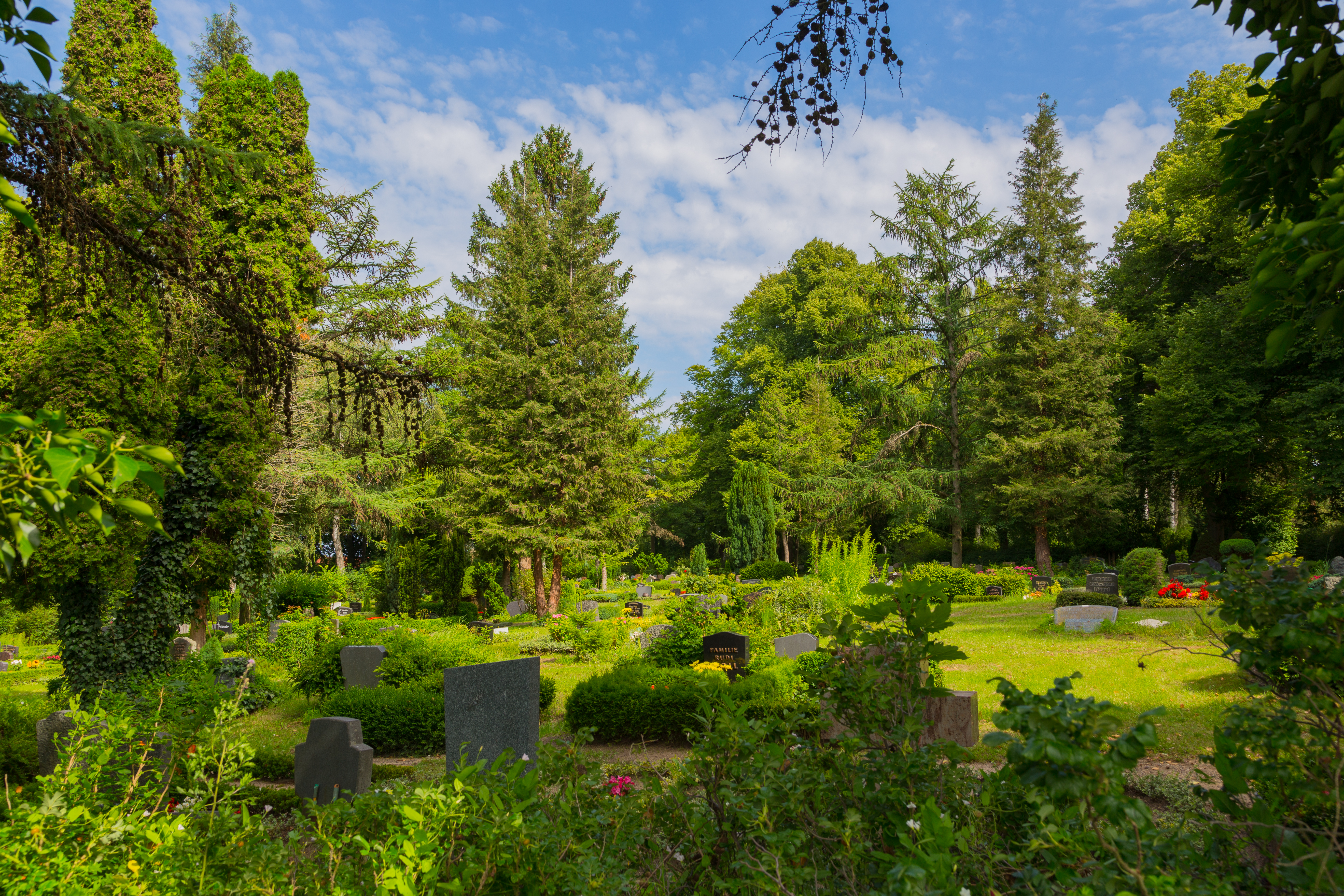
(2020)

Der Friedhof Wismar wurde ab 1832 in Wismar angelegt. Er befindet sich südlich der Altstadt. Beiderseits der Schweriner Straße liegen der größere Ostfriedhof mit Zufahrt über den Wiesenweg sowie der kleinere Westfriedhof. Der Friedhof steht seit 1986 als Gartendenkmal unter Denkmalschutz.

## Geschichte

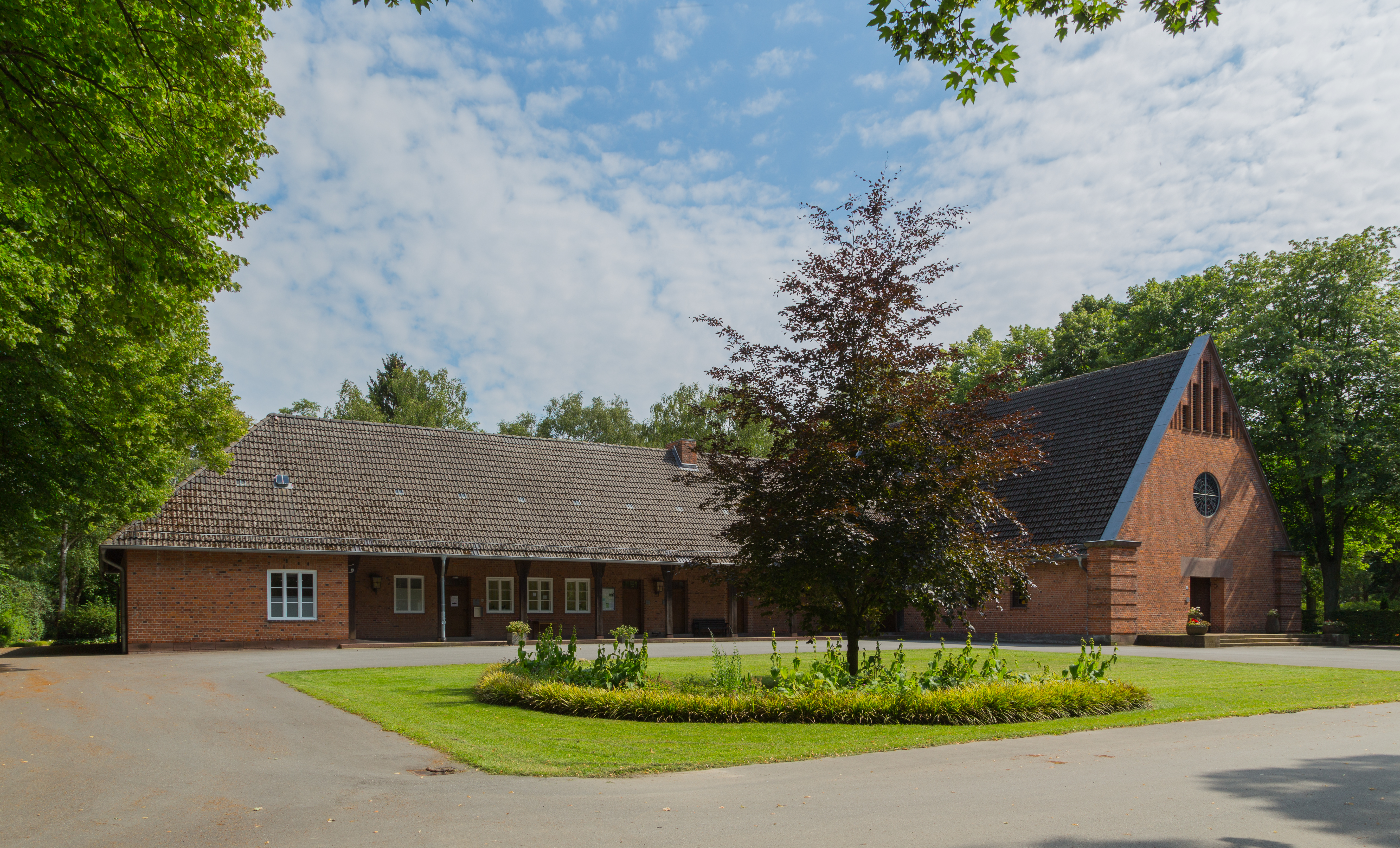
Trauerhalle (2020)

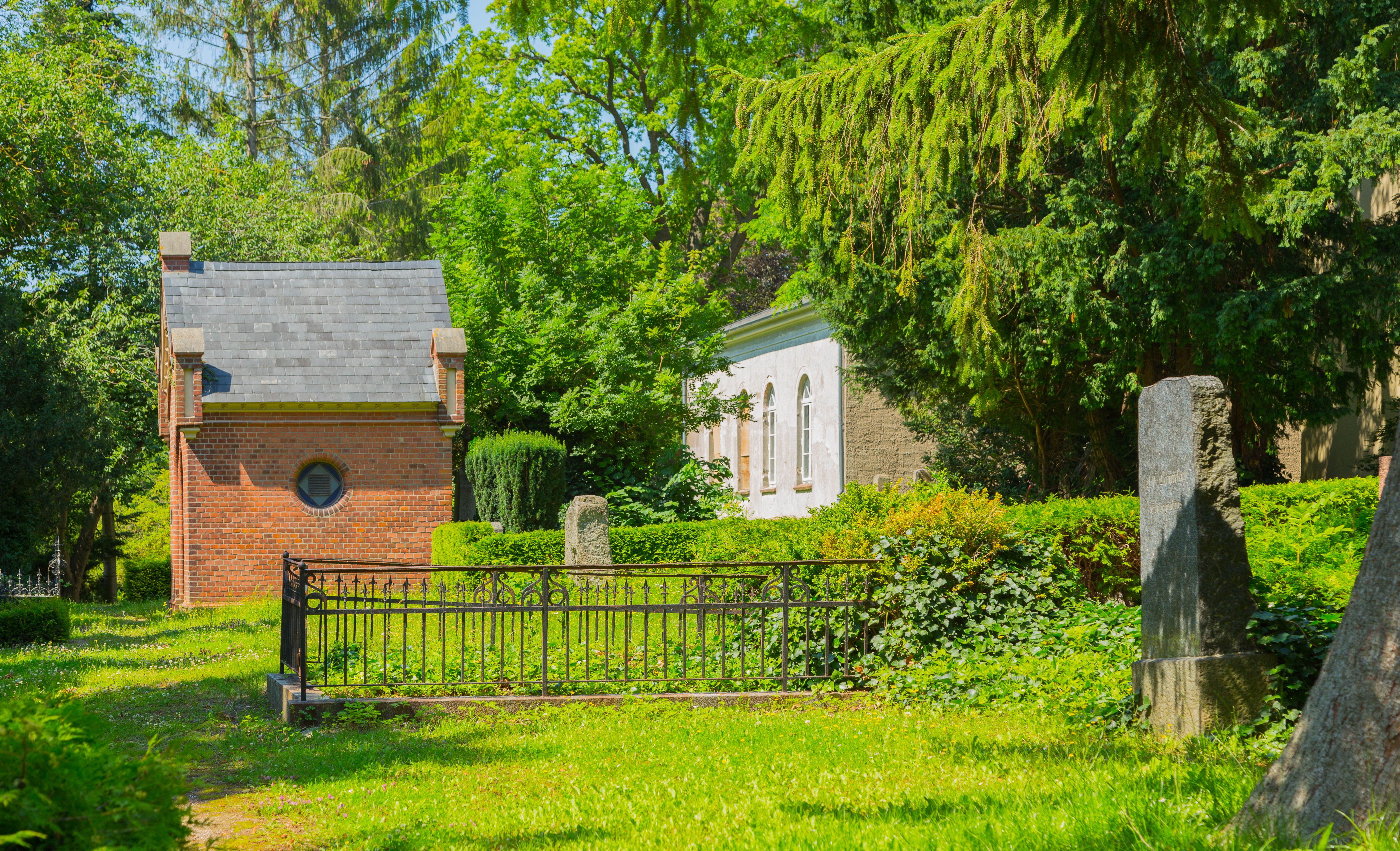
Grabkapelle Keding (links) und Leichenwärterhaus (2020)

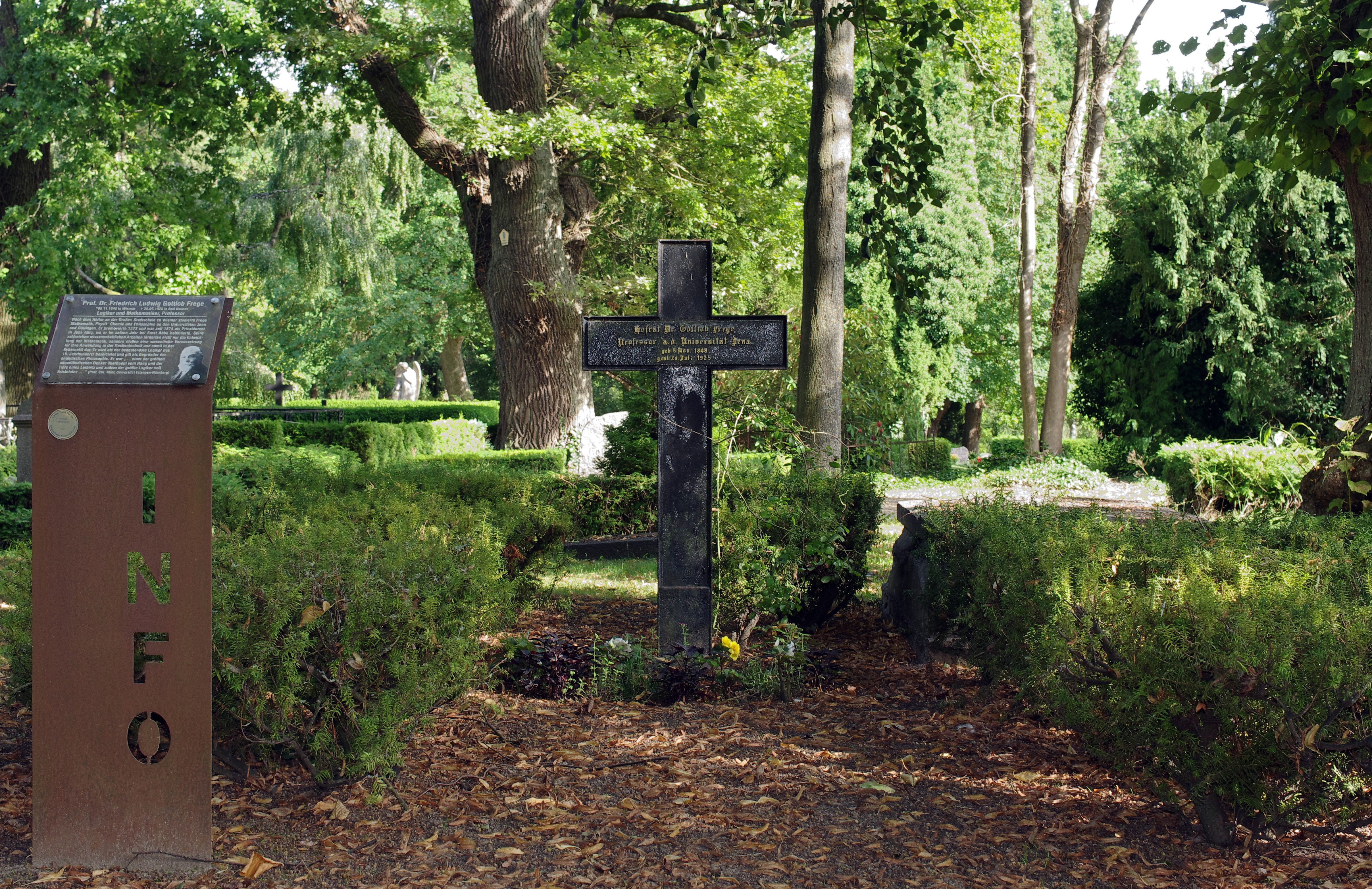
Grab von Gottlob Frege (2020)

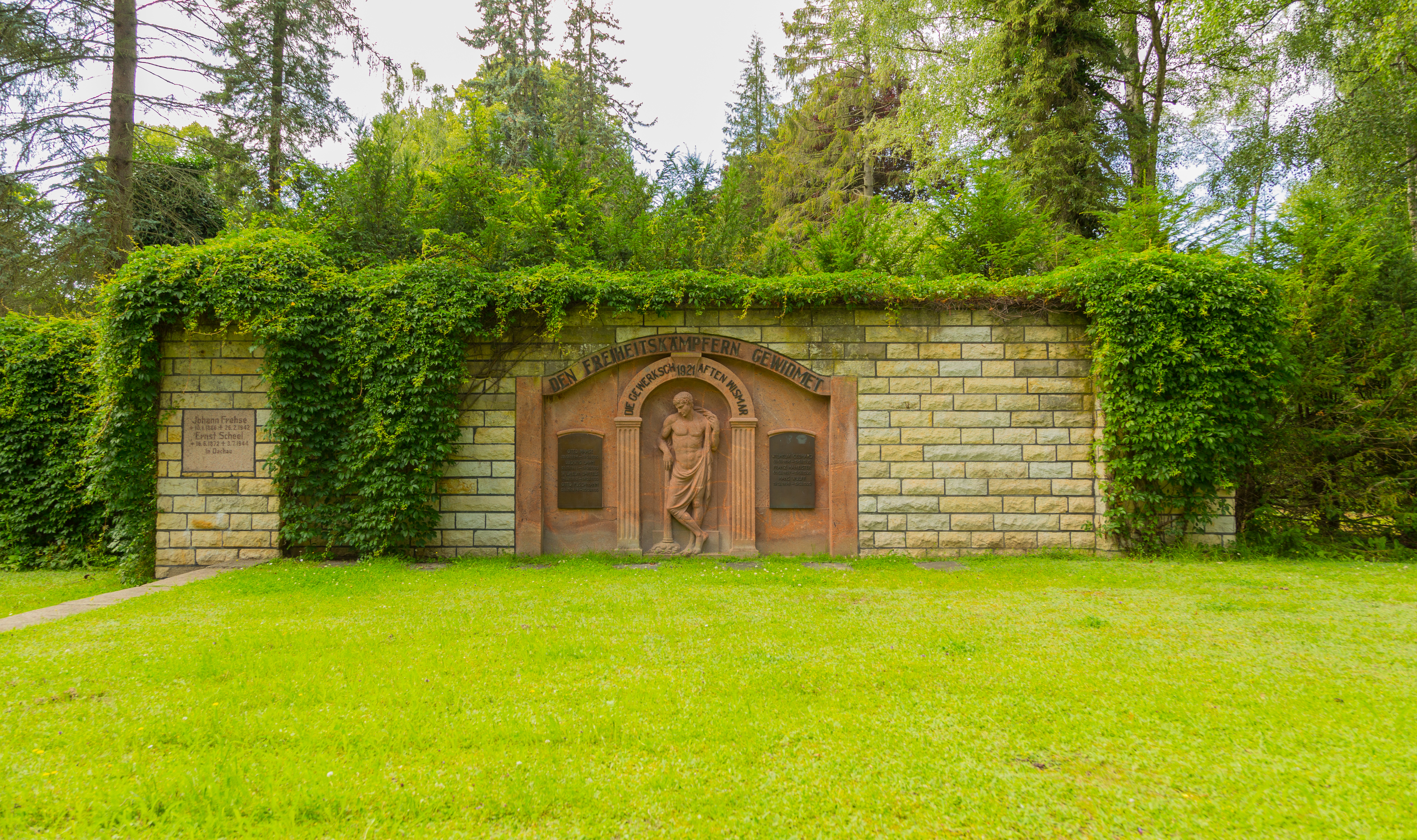
Denkmal der Märzgefallenen (2020)

Am 14. September 1831 entschieden sich Rat und Bürgerschaft für einen neuen Friedhof. Der parkartige Friedhof mit einem gut erhaltenen alten Baumbestand wurde ab 1832 angelegt. Nach Plänen des Architekten I. G. Borgward erfolgte die gärtnerische Gestaltung. Der schmale Friedhof in Ost-West-Richtung besteht aus dem Alten Friedhof, dem Ost- und dem Westfriedhof (Schweriner Straße). Er liegt auch auf und hinter einem Areal, das Teil der entfernten Stadtbefestigung von Wismar war.
Der Kaufmann Johann Gottfried Martens hatte sich als Mitglied der Friedhofskommission für den Bau und Ausbau des Friedhofs in Wismar nachhaltig eingesetzt. Nach der Einweihung des Friedhofs rief er die Bürger dazu auf, Sträucher und Bäume aus ihren Gärten zur Verschönerung zu spenden. Er plante 1832 auch für sich und seine Familie die neoklassizistische schlichte Grabkapelle als östliche Begrenzung des Friedhofs. Bemerkenswert ist das Portal mit der zweiflügligen Metalltür, verziert mit christlichen und antiken Symbolen. Die Martenskapelle als großes Mausoleum wurde 1994 restauriert.
Das klassizistische Leichenwärter-/Verwalterwohnhaus von 1832/33 mit Garten wurde bis 1975 genutzt. Danach war es Lager und Werkstatt bzw. stand nach 2005 leer. Martens war am Entwurf des Hauses  am Rasenrondell beteiligt.
In den 1940er Jahren wurde nach den Plänen des Hamburger Architekten Konstanty Gutschow die Friedhofskapelle erbaut.
Ein Gedenkstein von 1921 auf der Ostseite des Friedhofs erinnert an die erschossenen Arbeiter, die beim Kapp-Putsch 1920 die Republik verteidigten. Seit den 1960er Jahren ist die Anlage im Ehrenhain der Kämpfer für den Sozialismus. Hier sind auch die Gedenktafeln für die Opfer des Faschismus: für die Kommunisten Johann Frehse und Ernst Scheel, die beide im KZ Dachau ermordet wurden und für den KPD-Vorsitzenden Ernst Thälmann, der 1944 im KZ Buchenwald ermordet wurde.
Das Kriegergrab stammt vom Bildhauer Roland Engelhard.
36 Opfer der Zwangsarbeit, die im Zweiten Weltkrieg u. a. in der Triebwagen- und Waggonfabrik und den Dornier-Flugzeugwerken eingesetzt wurden, sind auf dem Friedhof an der Schweriner Straße begraben. Ein Gedenkstein von 1947 auf der Westseite des Friedhofs erinnert an die Opfer.

## Bedeutende Personen
An um 16 Standorten stehen zusätzlich Gedenktafeln (GT):
- Helmuth Brunswig, Architekt der Stadtwache (Wismar)
- Johannes Karl Ludwig Busch † 1953, Architekt
- Carl Canow † 1870, Maler (mit GT)
- Friedrich Crull † 1911, Arzt, Historiker und Archivar (mit GT)
- Friedrich Dahlmann † 1860, Historiker und einer der „Göttinger Sieben“ (nur Gedenktafel)
- Christian Düberg † 1873, Jurist, Publizist und Führer der bürgerlichen Unruhen in Wismar
- Anneliese Düsing † 1972, Leiterin des Stadtarchivs (mit GT)
- Gottlob Frege † 1925, Logiker, Mathematiker und Philosoph (mit GT)
- Sella Hasse † 1963, Malerin und Grafikerin (mit GT)
- Anton Haupt (der Ältere) † 1835, Bürgermeister von Wismar (mit GT)
- Anton Haupt (der Jüngere) † 1889, Bürgermeister von Wismar
- Johann Carl Hammer † 1857, Reeder eines Badeschiffs (mit GT)
- Carl Hinstorff † 1882, Buchhändler und Verleger (mit GT)
- Robert Lansemann (1908–1951), Pastor (mit GT)
- Leopold Liebenthal † 1938, Arzt
- August Friedrich Ulrich von Lützow † 1879, Erblandmarschall auf Eickhof bei Warnow, Ehrenbürger Wismars (mit GT)
- Johann Gottfried Martens † 1864, Schiffsklarierer
- Carl Möglin (1839–1874), Auswanderer und Goldminenbesitzer (nur Gedenktafel)
- Heinrich Podeus † 1905, Kapitän und Unternehmer (mit GT)
- Robert Schmidt † 1928, Architekt und Gründer der Ingenieur-Akademie Wismar, (mit GT)
- Friedrich Techen † 1936, Historiker
- Heinrich Thormann † 1890, Architekt (mit GT)
- Hugo Unruh † 1923, Arzt und Kreisphysikus (mit GT)
- Lina Vagt † 1913, Schriftstellerin und Journalistin (nur GT)
- Gustav Willgeroth † 1937, Lyriker, Journalist und Heimatforscher

## Einzeldenkmale
Es gibt 20 weitere Einzeldenkmale auf dem Friedhof (2019), u. a.:
- Trauerhalle von um 1938–1945 (Westfriedhof)
- Leichenwärterhaus von 1832/33 (Alter Friedhof/Ostfriedhof)
- Martenskapelle von 1832, großes Mausoleum (Alter Friedhof)
- Historisierendes Mausoleum Herrlich von 1832 (Ostfriedhof)
- Klassizistische Grabkapelle Müller vermutlich von 1832 (Ostfriedhof)
- Klassizistisches Mausoleum Hermes von 1834 (Ostfriedhof)
- Mausoleum Walsleben von um 1860 im Cottage-Stil (Ostfriedhof)
- Neogotische Grabkapelle Seeler von 1862 im Westfriedhof, Umnutzung seit 1987 für Trauerfeiern
- Neogotische Grabkapelle Warncke von 1868 (Westfriedhof)
- Neogotische Grabkapelle Meyer von 1871 (Westfriedhof)
- Neogotische Grabkapelle Keding von 1884 (Ostfriedhof)
- Denkmal der Märzgefallenen im Kapp-Putsch (Ostfriedhof)
- Gedenkstätte der Sozialisten (Ostfriedhof)
- Kapelle Roggensack (Westfriedhof)
- Gedenkstein für die Fremdarbeiter (Westfriedhof)
- Grabstätten Canow, Crull, Düberg, Frege, Hammer
- Familiengrab Hasse von 1928 nach einem Entwurf der Künstlerin Sella Hasse (Westfriedhof)
- Familiengrab Haupt (Alter Friedhof)
- Grabstätten Hinstorff-Witte, Liebenthal, Rob. Schmidt, Techen, Thormann, Dr. Hugo Unruh

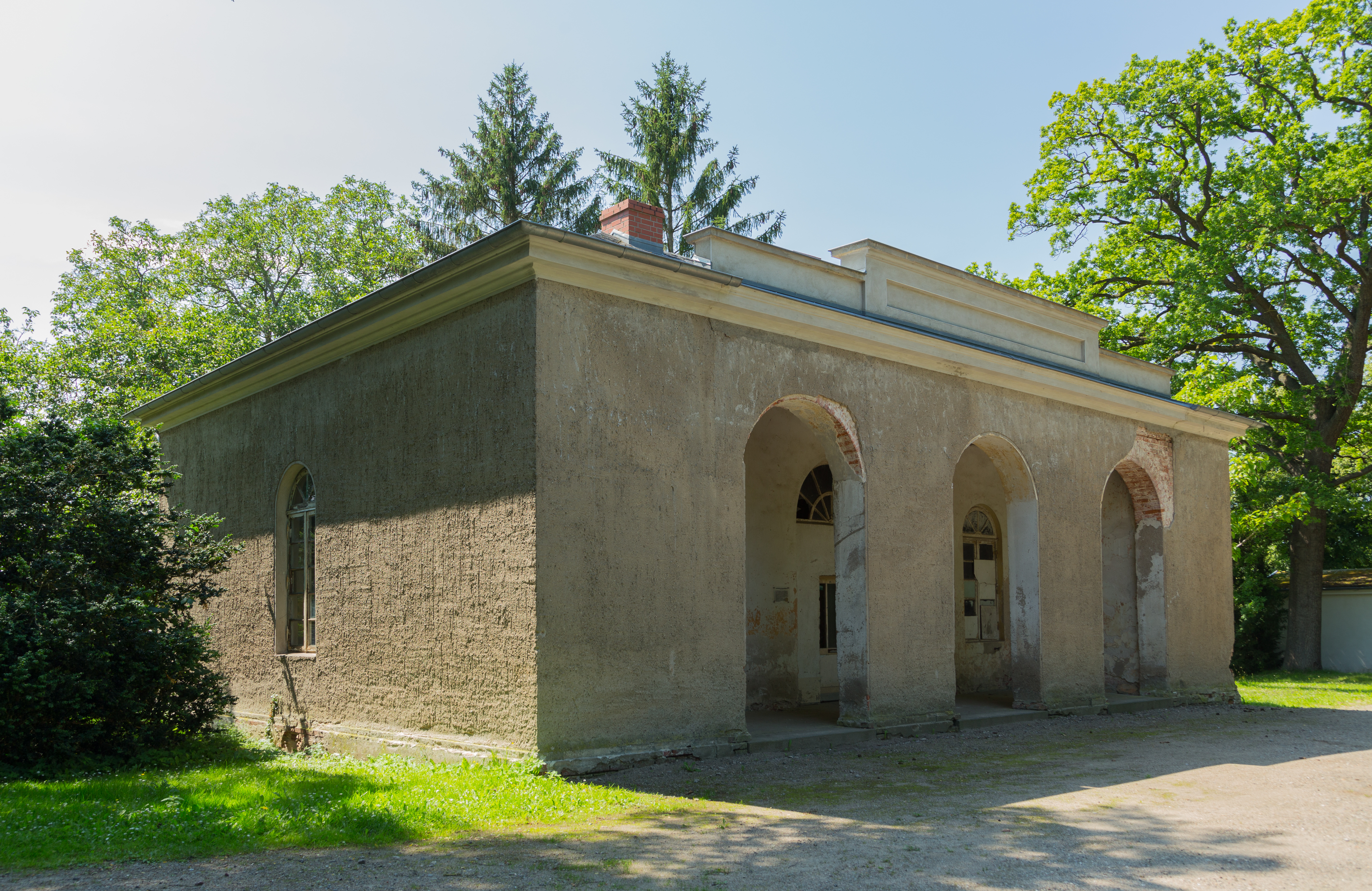
Leichenwärterwohnhaus (2020)
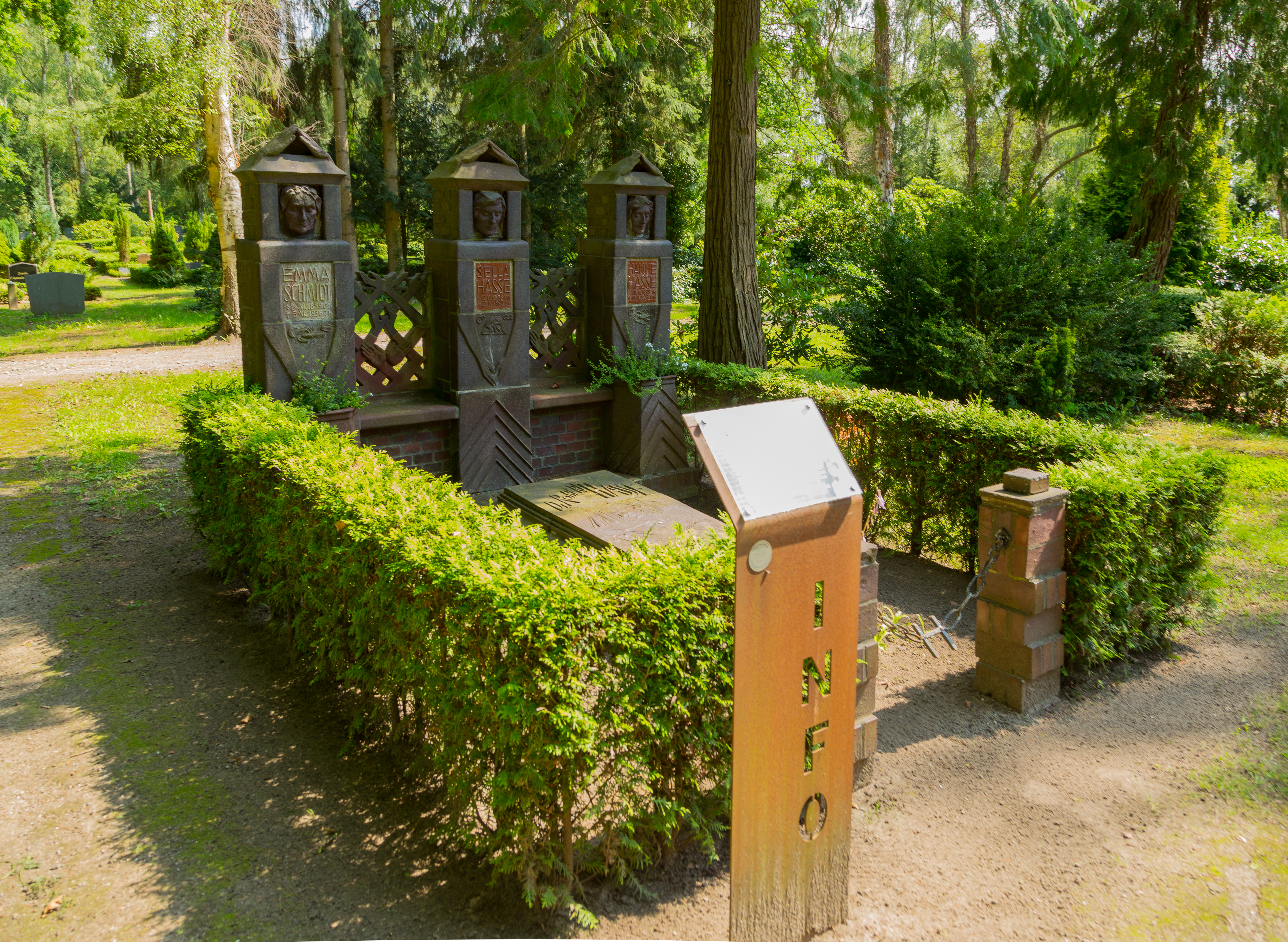
Familiengrab Hasse (2020)
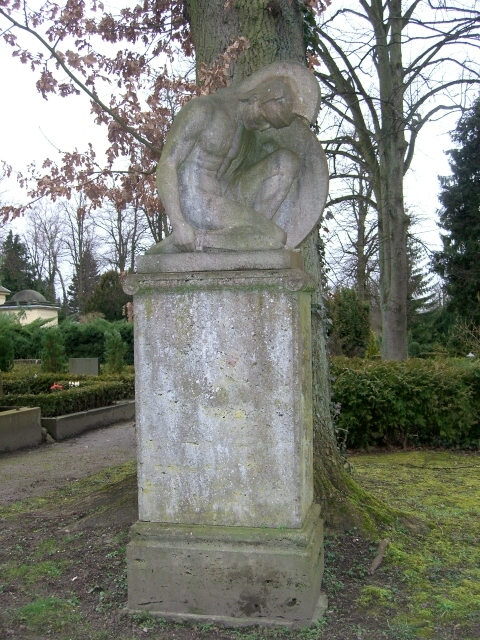
Kriegergrab (2008)
Grabstein Robert Schmidt (2020)